# 森智香子
森 智香子（もり ちかこ、1992年11月25日 - ）は陸上競技選手。中距離走、長距離走、障害走。東アジア競技大会(2013年天津)1500m銅メダル。第101回日本選手権3000m障害優勝。

## 経歴
長崎大学教育学部附属小学校、長崎大学教育学部附属中学校、長崎県立諫早高等学校、大東文化大学スポーツ・健康科学部スポーツ科学科卒業。積水化学入社、女子陸上競技部に所属。
長崎大附属中の頃から陸上競技で活躍し県内では注目されていたが、全国大会への出場は叶わなかった。諫早高時代に全国レベルの選手として注目されるようになった。諫早高は公立の進学校ながら高校駅伝の強豪校として知られ、女子駅伝で全国制覇も成し遂げている。高1から高3まで連続で全国高校駅伝に出場して都大路を走った。また、3年のときにはアジアジュニア選手権にも出場した。
実業団チームの誘いを断り女子陸上部が創立されて2年目の大東文化大に進んだ。大学では、まず1500m、次いで3000m障害で学生界トップの力を発揮した。学生の全国大会（日本インカレ、日本学生個人）だけではなく、日本選手権、国体、そして東アジア競技大会でも上位に入った。駅伝でも活躍して全日本大学女子駅伝（杜の都駅伝）や大学女子選抜駅伝（富士山女子駅伝）では区間賞も獲得した。
積水化学入社後も、日本選手権の3000m障害で連続して入賞し、積水化学チームの一員として実業団女子駅伝（クイーンズ駅伝）に、長崎県チームの一員として全国女子駅伝に出場して活躍している。

## エピソード
諫早高の卒業後は実業団に入ろうと考えていたが、「新しくチームをつくることできる」ことに魅力を感じて女子陸上競技部の創部間もない大東文化大を選んた。監督や他の選手からの熱く信頼されているようで、大学でも実業団でもそして駅伝チームでもキャプテンを務めてチームをまとめていくことが多い。
全国女子駅伝で廣中璃梨佳が区間新記録を出した際（2018年4区、2020年1区）、2度とも襷を受け取っている。2018年にはインタビューに答えて「大きな声で名前を呼んで、最後まで引っ張る」と言った通りに大きな動作で名前を呼ぶ声がテレビ中継ではっきり聞こえていた。

## 主な記録
| 年     | 大会                           | 種目           | 順位     | 備考           |
| ------ | ------------------------------ | -------------- | -------- | -------------- |
| 2008年 | 全国高校駅伝女子               | 4区            | 区間11位 | 諫早高8位      |
| 2009年 | 全国高校駅伝女子               | 2区            | 区間9位  | 諫早高6位      |
| 2010年 | 全国高校駅伝女子               | 2区            | 区間9位  | 諫早高11位     |
| 2011年 | 全国女子駅伝                   | 2区            | 区間2位  | 長崎県5位      |
|        | 日本学生個人                   | 1500m          | 優勝     |                |
|        | 日本インカレ・熊本             | 1500m          | 2位      |                |
|        | 第66回国民体育大会・山口       | 成年女子1500m  | 3位      |                |
|        | 全日本大学女子駅伝             | 3区            | 区間3位  | 大東文化大棄権 |
| 2012年 | 全国女子駅伝                   | 2区            | 区間40位 | 長崎県22位     |
|        | 第96回日本選手権・長居         | 1500m          | 2位      |                |
|        | 日本インカレ・国立             | 1500m          | 2位      |                |
|        | 全日本大学女子駅伝             | 2区            | 区間7位  | 大東文化大6位  |
| 2013年 | 全国女子駅伝                   | 2区            | 区間11位 | 長崎県16位     |
|        | 日本学生個人                   | 1500m          | 優勝     |                |
|        | 日本学生個人                   | 3000mSC        | 優勝     |                |
|        | 第97回日本選手権・調布         | 1500m          | 2位      |                |
|        | 日本インカレ・国立             | 1500m          | 優勝     |                |
|        | 東アジア競技大会               | 1500m          | 銅メダル |                |
|        | 全日本大学女子駅伝             | 2区            | 区間3位  | 大東文化大2位  |
|        | 大学女子選抜（富士山女子）駅伝 | 2区            | 区間6位  | 大東文化大3位  |
| 2014年 | 全国女子駅伝                   | 2区            | 区間15位 | 長崎県18位     |
|        | 日本学生個人                   | 1500m          | 優勝     |                |
|        | 日本学生個人                   | 3000mSC        | 優勝     |                |
|        | 第98回日本選手権・福島         | 3000mSC        | 5位      |                |
|        | 日本インカレ・熊谷             | 1500m          | 3位      |                |
|        | 日本インカレ・熊谷             | 3000mSC        | 優勝     |                |
|        | 第69回国民体育大会・長崎       | 成年女子1500m  | 3位      |                |
|        | 全日本大学女子駅伝             | 6区            | 区間賞   | 大東文化大2位  |
|        | 大学女子選抜（富士山女子）駅伝 | 2区            | 区間賞   | 大東文化大3位  |
| 2015年 | 全国女子駅伝                   | 2区            | 区間11位 | 長崎県12位     |
|        | 第99回日本選手権・新潟         | 3000mSC        | 2位      |                |
|        | 実業団女子駅伝                 | 6区            | 区間賞   | 積水化学5位    |
| 2016年 | 全国女子駅伝                   | 1区            | 区間17位 | 長崎県8位      |
|        | 第100回日本選手権・瑞穂        | 3000mSC        | 2位      |                |
|        | 実業団女子駅伝                 | 1区            | 区間7位  | 積水化学10位   |
| 2017年 | 全国女子駅伝                   | 1区            | 区間11位 | 長崎県4位      |
|        | 香川丸亀国際ハーフマラソン     | ハーフマラソン | 5位      |                |
|        | 第101回日本選手権・長居        | 3000mSC        | 優勝     |                |
|        | 実業団女子駅伝                 | 1区            | 区間15位 | 積水化学10位   |
| 2018年 | 全国女子駅伝                   | 5区            | 区間賞   | 長崎県3位      |
|        | 第102回日本選手権・山口        | 3000mSC        | 6位      |                |
|        | 実業団女子駅伝                 | 6区            | 区間11位 | 積水化学10位   |
| 2019年 | 第103回日本選手権・福岡        | 3000mSC        | 8位      |                |
|        | 実業団女子駅伝                 | 2区            | 区間12位 | 積水化学9位    |
| 2020年 | 全国女子駅伝                   | 2区            | 区間15位 | 長崎県10位     |
|        | 実業団女子駅伝                 | 5区            | 区間16位 | 積水化学2位    |
|        | 第104回日本選手権・長居        | 3000mSC        | 10位     |                |
| 2021年 | 第105回日本選手権・長居        | 3000mSC        | 4位      |                |
|        | 実業団女子駅伝                 | 1区            | 区間9位  | 積水化学優勝   |
| 2023年 | 第107回日本選手権・長居        | 3000mSC        | 2位      |                |
|        | 第107回日本選手権・長居        | 5000m          | 5位      |                |
|        | 実業団女子駅伝                 | 6区            | 区間6位  | 積水化学優勝   |
| 2024年 | 全国女子駅伝                   | 1区            | 区間10位 | 長崎県20位     |
|        | 第108回日本選手権・新潟        | 3000mSC        | 6位      |                |
|        | 第108回日本選手権・新潟        | 5000m          | 3位      |                |